# Aquiles Diniz
Aquiles Diniz (Belo Horizonte, 2 de setembro de 1921) foi um industrial e político brasileiro do estado de Minas Gerais. Atuou como deputado estadual em Minas Gerais durante a 4ª legislatura (1959-1963) na suplência.
Foi também deputado federal por Minas Gerais durante a 42ª legislatura (1963-1967).